# Halkon 4'-O-glukoziltransferaza
Halkon 4'-O-glukoziltransferaza (EC 2.4.1.286, 4'CGT) je enzim sa sistematskim imenom UDP-alfa--glukoza:2',4,4',6'-tetrahidroksihalkon 4'-O-beta--glukoziltransferaza. Ovaj enzim katalizuje sledeću hemijsku reakciju
(1) UDP-alfa--glukoza + 2',4,4',6'-tetrahidroksihalkon {\displaystyle \rightleftharpoons } UDP + 2',4,4',6'-tetrahidroksihalkon 4'-O-beta--glukozid
(2) UDP-alfa--glukoza + 2',3,4,4',6'-pentahidroksihalkon {\displaystyle \rightleftharpoons } UDP + 2',3,4,4',6'-pentahidroksihalkon 4'-O-beta--glukozid
Ovaj enzim je izolovan iz biljke Antirrhinum majus (snapdragon). On učestvuje u biosintezi aurona, biljnih flavonoida koji daju u žutu boju cveću.

## Literatura
- Nicholas C. Price; Lewis Stevens (1999). Fundamentals of Enzymology: The Cell and Molecular Biology of Catalytic Proteins (Third изд.). USA: Oxford University Press. ISBN 019850229X.
- Eric J. Toone (2006). Advances in Enzymology and Related Areas of Molecular Biology, Protein Evolution (Volume 75 изд.). Wiley-Interscience. ISBN 0471205036.
- Branden C; Tooze J. Introduction to Protein Structure. New York, NY: Garland Publishing. ISBN 0-8153-2305-0.
- Irwin H. Segel. Enzyme Kinetics: Behavior and Analysis of Rapid Equilibrium and Steady-State Enzyme Systems (Book 44 изд.). Wiley Classics Library. ISBN 0471303097.

## Spoljašnje veze
- Chalcone+4'-O-glucosyltransferase на 